# Flétan du Pacifique
Hippoglossus stenolepis
Espèce

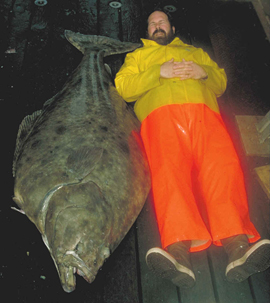
Flétan du Pacifique comparé à l'humain

Le flétan du Pacifique (Hippoglossus stenolepis) est une espèce de grands poissons plats de la famille des Pleuronectidae, que l'on rencontre de la Californie à l'Alaska et de la Sibérie à la mer du Japon. C'est une espèce d'importance commerciale.  Il est très proche du flétan de l'Atlantique (Hippoglossus hippoglossus), qui, lui, est généralement un peu plus grand.